# Bürgermeisterei Leiwen
Die Bürgermeisterei Leiwen im Landkreis Trier im Regierungsbezirk Trier in der preußischen Rheinprovinz war eine Bürgermeisterei mit 4 Dörfern und 11 Mühlen, welche 264 Feuerstellen (Fst.) und 1771 Einwohner (Einw.) (Stand 1828) hatten.
Darin:
- Leiwen, ein Dorf an der Mosel mit 1 Kathol. Pfarrkirche, 138 Fst., 879 Einw. und Weinbau; Geburtsort des Johannes de Livania, Dichter und Astronom im 14. Jh.[2]
  - dazu 11 Mühlen, genannt Dhrönchen, mit 74 Einw.
- Detzem, ein Dorf an der Mosel mit 1 Kath. Pfarrkirche, 61 Fst., 388 Einw. und Weinbau. Hier war eine Pfalz der Fränkischen Könige.
- Köwerich, ein Dorf an der Mosel mit 30 Fst., 256 Einw. und Weinbau
- Thörnich, ein Dorf an der Mosel mit 24 Fst., 173 Einw. und Weinbau